# 2018年平昌オリンピックのバミューダ選手団
2018年平昌オリンピックのバミューダ選手団は、2018年2月9日から25日まで大韓民国江原道平昌で開催された2018年平昌オリンピックのバミューダ選手団の名簿。

## 選手団
- 人員: 選手 1人
- 開会式旗手: トゥッカー・マーフィー

## 種目別選手・スタッフ名簿及び成績

### クロスカントリースキー
| 選手                   | 種目           | 結果      | 時間差    | 順位  |
| ---------------------- | -------------- | --------- | --------- | ----- |
| トゥッカー・マーフィー | 男子15kmフリー | 43分05秒7 | +9分21秒8 | 104位 |